# New South Wales Country Eagles
Los New South Wales Country Eagles son un equipo profesional de rugby de Australia que representa a la región central de Nueva Gales del Sur.
Participa anualmente en el National Rugby Championship, la principal competición de la disciplina en el país.
Su representante en el Súper Rugby es la franquicia de Waratahs.

## Historia
Fue fundada en 2014 con la finalidad de participar en la principal competición entre clubes de Australia.
Su máximo logro en el NRC fue el subcampeonato en la temporada 2016, luego de perder la final por un marcador de 16 a 20 frente a Perth Spirit.

## Palmarés
- Subcampeón National Rugby Championship : 2016.[2]